# Richard F. Colburn
Pour les articles homonymes, voir Colburn.
Richard F. Colburn, né le 9 février 1950 à Easton (Maryland) et mort le 27 décembre 2024, est un homme politique américain, sénateur républicain du 37e arrondissement du Maryland.

## Contexte
Richard Colburn est élu pour la première fois au Sénat de l'État du Maryland en 1994 pour représenter le District 37, qui couvre les comtés de Caroline, Dorchester, Talbot et Wicomico. Cette année-là, il bat le candidat démocrate Samuel Q. Jonson III et remporte le siège laissé vacant par Fredereick C. Malkus Jr. qui a pris sa retraite après 47 ans à l'Assemblée générale du Maryland.
Lors de l'élection de 1998, Colburn bat son adversaire, l'ancien délégué d'État démocrate Robert Alan Thornton Jr. Il obtient 59% des voix, contre 41% pour Thornton.
Lors des élections de 2002, le challenger Grason Eckel obtient 31% des voix et Colburn reçoit près de 69% des voix .
En 2006, année au cours de laquelle de nombreux républicains perdent leur siège dans tout le pays, Colburn réussit à conserver le sien. Cette année-là, il bat la démocrate Hilary Spence, qui a obtenu près de 39% des voix contre 56% pour Colburn. Cinq pour cent des votes sont partagés entre les candidats inscrits et Moonyene Jackson-Amis.
En novembre 2010, le sénateur Colburn est réélu pour un cinquième mandat au Sénat de l'État du Maryland, battant Chris Robinson, procureur de Cambridge.
Colburn est également un ancien membre de la Chambre des délégués du Maryland. Lors de sa dernière élection à la Chambre en 1986, il gagne avec les démocrates William S. Horne et Samuel Q. Johnson III. Lorsque Colburn se présente au Sénat de l'État, le républicain Ken Schisler remporte le siège laissé vacant.

## Biographie

### Éducation
Richard F. Colburn est diplômé de l'Easton High School à Easton (Maryland) dans le comté de Talbot. Il obtient ensuite son diplôme A.A. (Diplôme d'associé) en 1982 au Chesapeake College, situé à Wye Mills, à cheval sur les comtés de Talbot et de la Queen Anne.

#### Université du Maryland Eastern Shore
En 2005, un ancien assistant de Richard F. Colburn, Gregory Dukes, prétend avoir écrit des travaux de semestre pour deux cours de sociologie que Colburn suivait à l'Université du Maryland Eastern Shore en vue d'obtenir un baccalauréat universitaire. Colburn a mis fin à ses études peu de temps après que Dukes ait déposé sa plainte à l'Université. Dukes a également allégué que Colburn avait demandé à son ancien assistant et universitaire à la retraite Conway Gregory d'être conseiller pour son cours et que Gregory avait réécrit l'un de ses travaux de semestre. Colburn a qualifié Dukes « d'employé mécontent » et a dit qu'il a seulement demandé à Dukes de taper des travaux de semestre qu'il avait déjà écrits lui-même et qu'il a quitté le cours à cause du stress de son travail de sénateur,,,. Le Comité mixte sur l'éthique législative de l'Assemblée générale du Maryland a rejeté la plainte.

### Carrière
Après l'université, Richard F. Colburn a servi dans l'Agence de sécurité de l'armée américaine, obtenant le grade de sergent. Il a servi de 1969 à 1972. De 1967 à 1992, il travaille chez A&P/SuperFresh[réf. nécessaire]. Il est le directeur municipal de Federalsburg, Maryland dans le comté de Caroline depuis 1991. Il fait partie du Dorchester County Rublican State Central Committee de 1979 à 1982. Il est choisi pour être délégué à la Convention nationale du Parti républicain en 1988.
En 1992, Richard F. Colburn est choisi pour siéger au conseil d'administration de la Maryland Rural Water Association, un organisme qui « fournit gratuitement des services techniques, de la formation et de l'aide aux petits réseaux d'eau potable et d'eaux usées dans les régions rurales de tout l'État du Maryland ». Il est un ancien vice-président de cette organisation.
Richard F. Colburn, milite au sein de l'organisation People for Better Housing et était président du conseil d'administration.
Richard F. Colburn appartient à plusieurs autres organisations, dont la Légion américaine, les vétérans des guerres étrangères (VFW), l'Église méthodiste unie de Zion et les Élans. Il a reçu de nombreux prix, dont la médaille de bonne conduite (Good Conduct Medal) pendant qu'il servait son pays dans l'armée, le prix des sciences sociales au Chesapeake College en 1980 et le prix des sciences sociales au Eastern Community College en 1981.

### À l'assemblée législative
Avant d'être élu au Sénat de l'État du Maryland, Richard F. Colburn est membre de la Chambre des déléguées du Maryland. Pendant son mandat à la Chambre, il est membre du Comité du droit constitutionnel et administratif de 1983 à 1986, du Comité des questions environnementales de 1987 à 1991 et membre du Comité du gouverneur sur l'emploi des personnes handicapées de 1984 à 1990. De plus, il siège à la Commission de prévention des empoisonnements au plomb.
Au Sénat du Maryland, M. Colburn siège au Comité de l'éducation, de la santé et des affaires environnementales de 2003 à 2010, au Comité mixte sur l'examen administratif, exécutif et législatif depuis 1996, au Comité mixte sur la zone critique des baies Chesapeake et côtières de l'Atlantique depuis 2003, au Comité exécutif des nominations depuis 2008 et à la Commission consultative de l'huître. Auparavant, il est président du sous-comité des boissons alcoolisées. Il siège ensuite au Comité sénatorial du budget et de la fiscalité, au sous-comité de la sécurité publique, des transports et de l'environnement et au sous-comité du budget des immobilisations.
Richard F. Colburn siège au Comité des procédures judiciaires de 1995 à 2003 et au Comité spécial sur l'abus de substances de 2001 à 2003. En 2004, il siège à la Commission spéciale du Sénat sur l'assurance responsabilité civile médicale et, de 2006 à 2006, il siège à la Commission de gérance de l'agriculture.
Richard F. Colburn est président du Sénat de la Délégation de la côté Est, un comité dont il est membre de 1999 à 2015. Il est membre du Maryland Legislative Sportsmens's Caucus de 2001 à 2015, du Maryland Rural Caucus de 2002 à 2015, du Taxpayers Protection Caucus de 2003 à 2015, et enfin du Maryland Veterans Caucus de 2004 à 2015.

### Vie privée
Richard F. Colburn est marié à Alma Colburn. En 2014, elle demande le divorce, alléguant qu'il avait une relation avec une ancienne assistante.